# S/2004 S 3
S/2004 S 3 je prirodni satelit planeta Saturn otkriven 2004. godine.  Unutarnji pravilni satelit s oko 3 do 5 kilometara u promjeru i orbitalnim periodom od 0.6242 dana.